# 앙가우르주

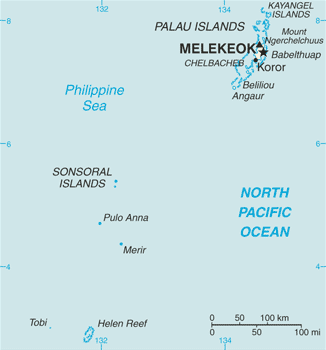
앙가우르주의 위치를 나타내는 팔라우의 지도

앙가우르주(영어: Angaur, 일본어: アンガウル 안가우루[*])는 팔라우의 주로, 면적은 8km2, 인구는 119명(2015년 기준)이다. 제2차 세계 대전 당시의 주요 지역이었으며 앙가우르 전투 등 일본과 미국이 전쟁을 치른 곳이기도 하다. 팔라우에서 유일하게 일본어를 공용어로 사용하지만 일상적으로는 사용하지 않는 편이다. 소수 민족은 앙가우르어도 쓰지만, 영어와 팔라우어도 쓰인다.

## 인구
2015년 인구 조사에 따르면 인구 수는 119명이다.
인구 통계는 아래와 같다.

## 같이 보기
- 앙가우르 전투